# Пушкашу, Василе
Василе Пушкашу (рум. Vasile Puşcaşu; 2 мая 1956, Бырсэнешти, жудец Бакэу, Румыния) — румынский борец вольного стиля, чемпион и призёр Олимпийских игр, неоднократный призёр чемпионатов мира и Европы, 11-кратный чемпион Румынии (1977—1988).

## Биография
Начал заниматься борьбой в Онешти, в 14-летнем возрасте выступив на отборочных соревнования национального чемпионата в родной деревне и, не занимаясь до этого борьбой, смог квалифицироваться на дальнейшие этапы, но дальше уже проиграл. Однако при этом был замечен тренером, который разглядел в нём способности, и через три месяца Василе Пушкашу победил на чемпионате Румынии среди юношей в Констанце, пока по греко-римской борьбе После первых местных успехов, перешёл в клуб Clubul Sportive Minicipal, где начал заниматься с хорошими тренерами. В 1977 году в первый раз выиграл чемпионат Румынии и начал международную карьеру.
В 1977 году был третьим на Гран-при Германии, шестым на чемпионате Европы и завоевал «бронзу» на чемпионате мира. В 1978 году был вторым на турнире Гран-при Германии и бронзовым призёром чемпионата Европы, а на чемпионате мира остался пятым. В 1979 году победил на Гран-при Германии и вновь на чемпионате Европы завоевал «бронзу». В 1980 году на европейском первенстве был лишь пятым
На Летних Олимпийских играх 1980 года в Москве боролся в категории до 100 килограммов (тяжёлый вес).
Выбывание из турнира проходило по мере накопления штрафных баллов. За чистую победу штрафные баллы не начислялись, за победу за явным преимуществом начислялось 0,5 штрафных балла, за победу по очкам 1 штрафной балл, за ничью 2 или 2,5 штрафных балла, за поражение по очкам 3 балла, поражение за явным преимуществом 3,5 балла, чистое поражение — 4 балла. Если борец набирал 6 или более штрафных баллов, он выбывал из турнира. Титул оспаривали 15 человек. Василе Пушкашу, в четырёх встречах потерпел поражение дважды и выбыл из турнира, заняв итоговое шестое место.
| Круг | Соперник            | Страна                                | Результат | Основание                            | Время схватки |
| ---- | ------------------- | ------------------------------------- | --------- | ------------------------------------ | ------------- |
| 1    | Франк Андерссон     | Швеция                                | Победа    | Травма соперника (0 штрафных баллов) | 6:46          |
| 2    | Харальд Бюттнер     | Германская Демократическая Республика | Поражение | 5-6 (3 штрафных балла)               |               |
| 3    | Хорлоогийн Баянмунх | Монголия                              | Победа    | Туше (0 баллов)                      | 2:26          |
| 4    | Юлиус Стрниско      | Чехословакия                          | Поражение | 7-8 (3 штрафных балла)               |               |

В 1981 году остался четвёртым на чемпионате Европы и Универсиаде 1981 года. В 1982 остался лишь 12 на чемпионате мира, и занял пятое место на чемпионате Европы. В 1984 году вновь был пятым на чемпионате Европы.
На Летних Олимпийских играх 1984 года в Лос-Анджелесе выступал в категории до 100 килограммов (тяжёлый вес). Участники турнира, числом в 11 человек в категории, были разделены на две группы. За победу в схватках присуждались баллы, от 4 баллов за чистую победу и 0 баллов за чистое поражение. Когда в каждой группе определялись три борца с наибольшими баллами (борьба проходила по системе с выбыванием после двух поражений), они разыгрывали между собой места в группе. Затем победители групп встречались в схватке за первое-второе места, занявшие второе место — за третье-четвёртое места, занявшие третье место — за пятое-шестое места. Василе Пушкашу, не без участия жребия и травм других участников смог пробиться в финальные схватки и затем победил во встрече за третье место.
| Круг                           | Соперник            | Страна | Результат | Основание                               | Время схватки |
| ------------------------------ | ------------------- | ------ | --------- | --------------------------------------- | ------------- |
| 1                              | Жозеф Атия          | Сирия  | Поражение | Туше (0 баллов)                         | 4:42          |
| 2                              | -                   | -      | -         | -                                       | -             |
| 3                              | Картар Диллон Сингх | Индия  | Победа    | 6-5 (3 балла)                           | 4:42          |
| Финал в группе «А» (встреча 1) | Георгиос Поикилидис | Греция | Победа    | Неявка соперника ввиду травмы (3 балла) | 4:05          |
| Финал в группе «А» (встреча 2) | Жозеф Атия          | Сирия  | Поражение | Зачёт предварительной встреч            |               |
| Финал (за 3 место)             | Хайри Сежгин        | Турция | Победа    | 4-3                                     |               |

В 1987 году стал вице-чемпионом на чемпионате мира и на чемпионате Европы. В 1988 году на чемпионате Европы был лишь девятым.
На Летних Олимпийских играх 1988 года в Сеуле боролся в категории до 100 килограммов (тяжёлый вес). Участники турнира, числом в 22 человека в категории, были разделены на две группы. За победу в схватках присуждались баллы, от 4 баллов за чистую победу и 0 баллов за чистое поражение. В каждой группе определялись четыре борца с наибольшими баллами (борьба проходила по системе с выбыванием после двух поражений) Затем победители групп встречались в схватке за первое-второе места, занявшие второе место — за третье-четвёртое места, занявшие третье место — за пятое-шестое места, четвёртое — за седьмое-восьмое места. Пушкашу сумел дойти до финала, где встречался с советским борцом, явным фаворитом турнира, Лери Хабеловым, у которого на предыдущих турнирах румынский борец не смог взять ни балла. Но советский борец был тяжело травмирован:

К полному разрыву правой паховой связки в первый день соревнований добавились надрывы брюшных и бедренных мышц. Ярыгин осторожно, чтобы не обидеть великого борца, предлагает сняться с турнира, не очень надеясь получить согласие. А подопечный верен себе — после шести уколов, с неутихающей болью полон решимости бороться за олимпийское золото. 

«Я потом много думал, анализировал ситуацию, — вспоминает Хабелов. — Я понимал, что румын — не подарок. Техникой он не блистал, но был выносливым и очень сильным… Только в одном я просчитался — думал, что Пушкашу будет меня атаковать, ведь я был абсолютно беззащитен». 

40-летний Пушкашу не знает, какое счастье ему привалило. Помня силу своего самого «трудного соперника», не идет на сближение, бегает по ковру — бережет лопатки. Во второй половине схватки у обоих борцов по два предупреждения. Хабелов рискует, идет в наступление, пытается провести бросок и срывается вниз. По тогдашним правилам риск наказывался. Пушкашу получает один балл — драгоценный подарок от судей, который делает его олимпийским чемпионом. Хабелов — второй. Счастливый румын, похоже, так и не понял, что соперник из-за травмы с трудом держался на ногах. — http://www.rcmagazine.ge/component/content/article/1414.html?ed=46
| Круг | Соперник          | Страна                                       | Результат | Основание      | Время схватки |
| ---- | ----------------- | -------------------------------------------- | --------- | -------------- | ------------- |
| 1    | Маисиба Обвоге    | Кения                                        | Победа    | Туше (4 балла) | 1:08          |
| 2    | Вильфрид Коллинг  | Федеративная Республика Германии (1949—1990) | Победа    | 4-0 (3 балла)  |               |
| 3    | Георгий Карадушев | Болгария                                     | Победа    | 7-3 (3 балла)  |               |
| 4    | Иштван Роботка    | Венгрия                                      | Победа    | 5-4 (3 балла)  |               |
| 5    | Уильям Шерр       | Соединённые Штаты Америки                    | Победа    | 4-1 (3 балла)  |               |
| 6    | -                 | -                                            | -         | -              |               |
| 7    | Лери Хабелов      | Союз Советских Социалистических Республик    | Победа    | 1-0 (3 балла)  |               |

После олимпийских игр ушёл из большого спорта. С 1988 по 1990 год тренировал в клубе, с 1990 по 1992 год тренировал олимпийскую сборную. Затем, до 2000 года, в спорте не был, развивая свой бизнес (продуктовые магазины). С 2000 по 2011 год являлся генеральным секретарём федерации борьбы Румынии, и оставил пост, сославшись на здоровье.
В Румынии проводится турнир «Кубок Василе Пушкашу».
В апреле 2013 года заявил, что несколько лет назад отдал свои медали Василе Андрею, также олимпийскому чемпиону по борьбе, для организации выставок. По словам Василе Пушкашу, после неоднократных требований, Василе Андрей вернул медали, но золотая олимпийская награда возможно была возвращена поддельная.